# Mîkîșivka, Krasnodon
Mîkîșivka (în ucraineană Микишівка) este un sat în comuna Verhnoharasîmivka din raionul Krasnodon, regiunea Luhansk, Ucraina.

## Demografie
Componența lingvistică a localității Mîkîșivka
     Rusă (96,7%)
     Ucraineană (3,3%)
Conform recensământului din 2001, majoritatea populației localității Mîkîșivka era vorbitoare de rusă (96,7%), existând în minoritate și vorbitori de ucraineană (3,3%).